# فارسيجان (مقاطعة فراهان)
فارسيجان (بالفارسية: فارسی‌جان) هي قرية تقع في مركزي في إيران. يقدر عدد سكانها بـ 309 نسمة بحسب إحصاء 2016.